# Chiesa di San Desiderio (San Didero)
La chiesa di San Desiderio è la parrocchiale di San Didero, in città metropolitana di Torino e diocesi di Susa; fa parte della vicaria di Condove.

## Storia
La prima citazione di un luogo di culto a San Didero risale al 1065 ed è contenuta nella lista delle chiese donate alla prevostura di San Lorenzo di Oulx dalla pieve battesimale di Santa Maria Maggiore di Susa.
La chiesa si ritrova poi menzionata nuovamente nel 1158 e nel 1126 in atti che ne confermano l'appartenenza alla prevostura ulcense; nel 1386, invece, essa risultava nell'elenco di quelle che pagavano il cattedratico a favore del vescovo di Torino.
Nel Settecento l'edificio venne ricostruito pressoché interamente, andando a inglobare alcune porzioni di muro che conservavano l'originaria struttura romanica: in particolare, la parete settentrionale è costituita da conci disposti con andamento a spina di pesce.
Il 20 dicembre 1827 fu decretata l'erezione in parrocchia autonoma della cappellania di San Didero, che si affrancò così da quella di Bruzolo.
Nel 1843 si procedette al restauro del fonte battesimale e nel 1874 la chiesa fu oggetto di un nuovo rifacimento, in occasione del quale vennero realizzate le volte a botte della navata.
Un restauro interessò la parrocchiale nel 1909, mentre tra la seconda metà degli anni sessanta e i primi anni del decennio successivo fu condotto l'adeguamento liturgico secondo le usanze postconciliari mediante l'aggiunta della mensa eucaristica rivolta verso l'assemblea.
Tra il 1986 e il 2001 vennero eseguiti a più riprese dei restauri delle coperture della chiesa, mentre, nel frattempo, tra il 1990 e il 1992, si provvide ad automatizzare le campane.

## Descrizione

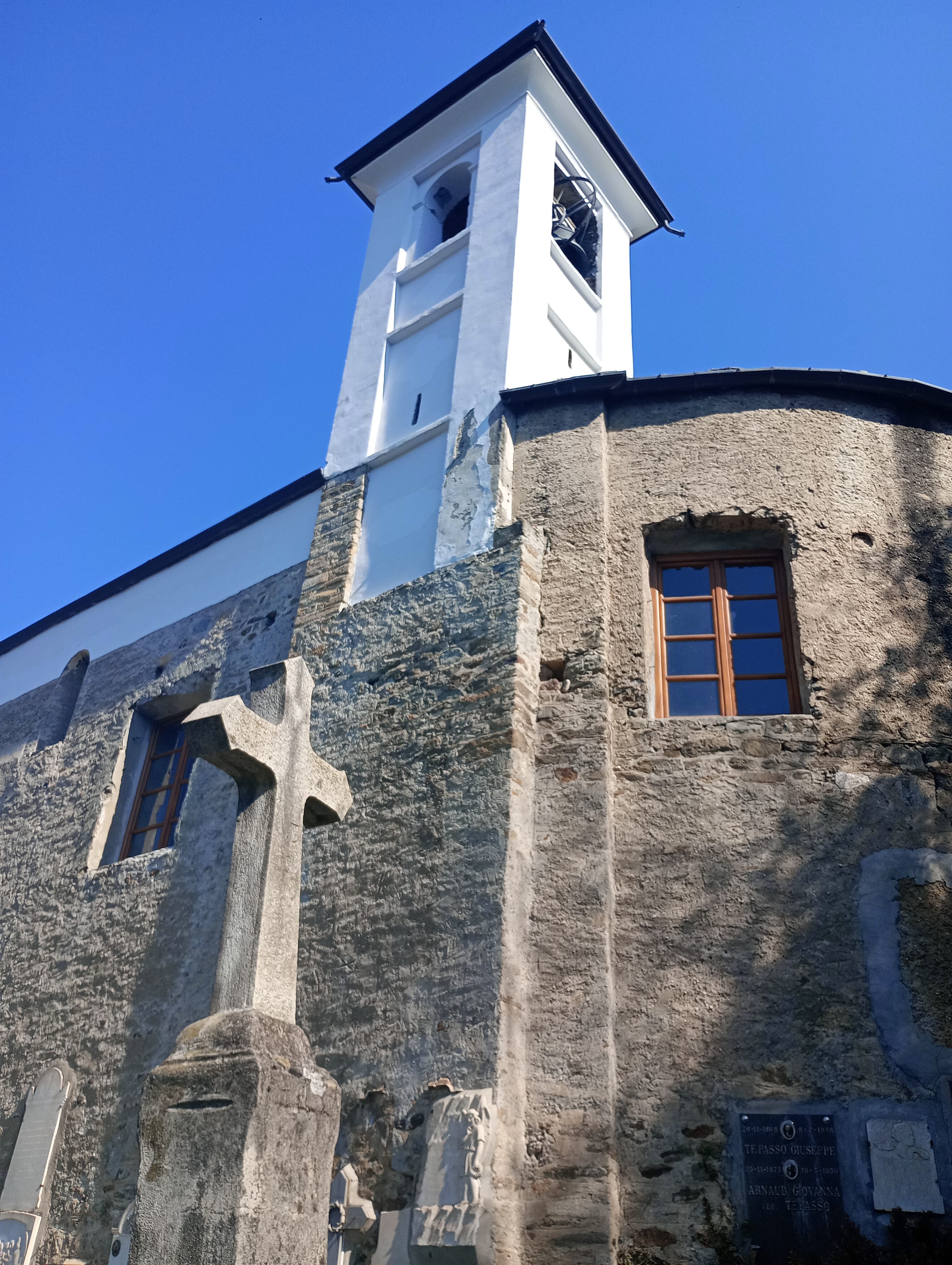
Il campanile

### Esterno
La facciata della chiesa, rivolta a nordovest, presenta centralmente il portale d'ingresso e una finestra a lunetta ed è coronata dal timpano di forma triangolare.
Annesso alla parrocchiale è il campanile a base quadrata, la cui cella presenta su ogni lato una monofora a tutto sesto ed è coperta dal tetto a quattro falde.

### Interno
L'interno dell'edificio si compone di un'unica navata, sulla quale si affacciano due cappelle laterali, introdotte da archi a tutto sesto, e le cui pareti sono scandite da lesene sorreggenti la trabeazione modanata e aggettante sopra la quale si imposta la volta a botte lunettata; al termine dell'aula si sviluppa il presbiterio, rialzato di alcuni gradini e chiuso dall'abside di forma semicircolare.